# Sadalmelik
Sadalmelik (α Aqr / α Aquarii) è una stella supergigante gialla situata nella costellazione dell'Aquario, di cui tuttavia non è la stella più luminosa (il titolo corrisponde a β Aquarii). La sua magnitudine apparente è di +2,95, e dista 525 anni luce dal sistema solare.
Il nome Sadalmelik deriva dall'espressione araba سعد الملك sacd al-malik/mulk, che significa «fortuna del re/regno», così anche come Rucbah, nome con cui viene anche indicata Delta Cassiopeiae (δ Cas / δ Cassiopeiae). È una delle due sole stelle con nomi propri antichi ad essere attraversata dall'equatore celeste. L'origine del nome arabo è andata persa nella storia.

## Osservazione
Si tratta di una stella situata nell'emisfero celeste boreale, ma molto in prossimità dell'equatore celeste; ciò comporta che possa essere osservata da tutte le regioni abitate della Terra senza alcuna difficoltà e che sia invisibile soltanto nei pressi del polo sud. Essendo di magnitudine 2,95, la si può osservare anche dai piccoli centri urbani senza difficoltà.
Il periodo migliore per la sua osservazione nel cielo serale ricade nei mesi compresi fra fine agosto e dicembre; da entrambi gli emisferi il periodo di visibilità rimane indicativamente lo stesso, grazie alla posizione della stella non lontana dall'equatore celeste.

## Caratteristiche fisiche
Sadalmelik è un membro della rara classe di stelle nota come supergiganti gialle; è di classe spettrale G2Ib, ha un raggio quasi 80 volte quello del Sole e la sua luminosità è 3000 volte più grande, facendola appartenere alla classe spettrale G2Ib.

Sadalmelik ha una compagna ottica di dodicesima magnitudine, denominata CCDM J22058-0019B, separata di 110 secondi d'arco e con un angolo di posizione di 40°.